# ZIS-115
Der ZIS-115 war die gepanzerte Ausführung des sowjetischen ZIS-110-Repräsentationswagens. Er wurde nach Maßgabe Joseph Stalins in geringer Auflage gleichzeitig mit dem ZIS-110 hergestellt und als Staatskarosse genutzt. Heute sind nur noch vier Fahrzeuge dieses Typs erhalten.

## Beschreibung
Äußerlich unterscheidet sich der Wagen von der zivilen Version lediglich durch einen zusätzlichen einzelnen Nebelscheinwerfer an der Frontstoßstange sowie Flaggenhalter. Die Fahrzeuge sind auch sonst baugleich, abgesehen von der speziellen Sicherheitsausstattung. Diese besteht aus einer Stahlpanzerung von 4,0 bis 8,6 Millimetern Dicke. Das kugelhemmende Glas ist 75 Millimeter stark und wurde Beschusstests unterzogen. Die Fensterheber funktionieren aufgrund des enormen Gewichts der Scheiben hydraulisch. Sicherheitsketten an den Türen verhindern ein Aufspringen im Falle eines Unfalls. Zur Ausstattung gehörte eine Klimaanlage. Die hinteren Sitze sind mit Daunen gepolstert. Die vorderen Sitze haben Lederbezüge.
Die Wagenform war dem Packard 180 nachempfunden, jedoch ist das Fahrzeug keine Kopie des amerikanischen Wagens. Das Modell wurde etwas moderner gestaltet, indem man die Ersatzräder im Kofferraum platzierte und die Trittbretter nach innen verlegte.
Zwischen 1959 und 1960 wurde ein einzelner ausgemusterter ZIS-115 vom Herstellerwerk zu einem Pick-up umgerüstet. Die gepanzerte Pkw-Karosserie wurde entfernt und durch ein Lkw-Fahrerhaus vom ZIS-150 sowie eine Holzpritsche ersetzt. Der Wagen konnte etwa 1,5 Tonnen Nutzlast mit bis zu 120 km/h befördern. Das Fahrzeug war nötig geworden, um bei Erprobungsfahrten der Luxuslimousinen ZIL-111 höherwertigen Kraftstoff zu transportieren, der im normalen sowjetischen Tankstellennetz nicht durchweg verfügbar war. Standardlastwagen waren für diese Aufgabe insbesondere auf langen Autobahnstrecken zu langsam. Später wurde das Fahrzeug für Expresslieferungen im innerbetrieblichen Werksverkehr und in der Region Moskau eingesetzt, bis es Ende der 1970er-Jahre durch ein ähnliches Konstrukt auf Basis des ZIL-114 ersetzt wurde.

## Technische Daten
(dem ZIS-110 entsprechend)
- Motortyp: „ZIS-110“
- Motor: Achtzylinder-Reihenmotor, Benzin
- Leistung: 103 kW (140 PS)
- Hubraum: 6000 cm³
- Verdichtung: 6,85:1
- Getriebe: Schaltgetriebe, Dreigang
- Baujahre: 1946 bis 1958 (nach anderen Quellen auch schon ab September 1944)

Abmessungen
- Länge: 6000 mm
- Breite: 1960 mm
- Höhe: 1730
- Bodenfreiheit: 210 mm
- Radstand: 3760 mm
- Wendekreis: 14,8 m

(nicht dem ZIS-110 entsprechend)
- Leergewicht: 5280 kg